# Truck Branss
Truck Branss (Berlijn, 21 januari 1926 - Langendorf, 23 februari 2005) was een Duits regisseur.

## Carrière
Branss begon zijn tv-carrière in 1953 bij de tv-zenders NWDR en SFB. In de jaren 1960 en 1970 maakte hij naam met amusementsprogramma's rondom de Duitse schlager, die hij ontwikkelde bij de SR. De bekendste programma's onder zijn regie waren de Gilbert Bécaud-shows Monsieur 100.000 Volt Gilbert Bécaud, verschillende Portraits in Musik, met onder andere Françoise Hardy, Alexandra, Inge Brandenburg en Lale Andersen en de voor de eerste keer uitgezonden tv-muziekshow ZDF-Hitparade met presentator Dieter Thomas Heck, wiens voorbeeld het door hem gecreëerde radioprogramma Die Deutsche Schlagerparade was. Voor het ZDF regisseerde Branss de shows Die Welt gehört der Frau met Marlène Charell als ster, Anneliese Rothenberger gibt sich die Ehre en Hans Rosenthals quiz Dalli Dalli. Als filmregisseur regisseerde hij de producties Schwanensee (1966), Coppelia (1968) en …und so was nennt sich Show (1971) en de tv-serie Musikauktion (1964).
Truck Branss stond bekend als de ontdekker van Alexandra.

## Overlijden
Truck Branss overleed in februari 2005 op 79-jarige leeftijd.

## Onderscheidingen
- 2001: Saarländischer Verdienstorden

- Biblioteca Nacional de España: XX4716464
- Bibliothèque nationale de France: cb14082481s (data)
- Gemeinsame Normdatei: 116408340
- International Standard Name Identifier: 0000 0001 1570 8835
- Library of Congress Control Number: no2005072166
- Nationale Bibliotheek van Tsjechië: pna2009505085
- Nationale Bibliotheek van Israël: 987007419839505171
- Nederlandse Thesaurus van Auteursnamen: 323568173
- Système universitaire de documentation: 230677886
- Virtual International Authority File: 54353091
- WorldCat: E39PBJrWFkPfWb4pmbWvqc9qwC